# Paläopedologie
Die Paläopedologie (altgr. παλαιός palaiós ‚alt‘ + πέδον pédon ‚Boden‘, λόγος lógos ‚Lehre‘) ist das Teilgebiet der Bodenkunde, das sich mit der wissenschaftlichen Untersuchung von Paläoböden befasst. Die angewandten Methoden entstammen einem weiten Spektrum vorherrschend geowissenschaftlicher Disziplinen, insbesondere Bodenkunde, Geologie, Mineralogie, Paläontologie, Paläobotanik, (Geo)chemie, (Geo)physik und auch Archäologie. Die Paläopedologen im deutschsprachigen Raum tauschen sich seit 1977 in der Arbeitsgruppe Paläopedologie der Deutschen Bodenkundlichen Gesellschaft aus.